# Sự tàn bạo của cảnh sát

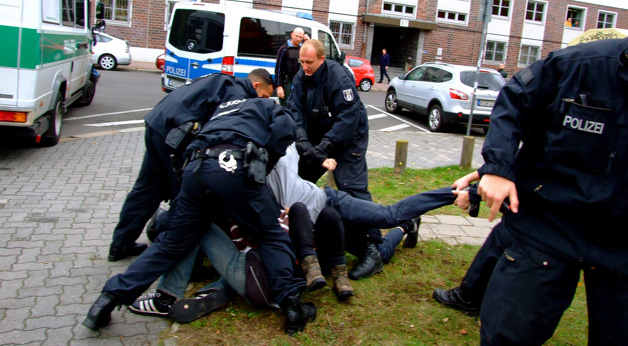
Cảnh sát làm tổn thương một người đàn ông

Sự tàn bạo của cảnh sát hoặc bạo lực của cảnh sát, được định nghĩa về mặt pháp lý là vi phạm quyền dân sự tại đó các cảnh sát thể hiện quyền lực quá mức đối với một thường dân. Điều này bao gồm, nhưng không giới hạn, quấy rối về thể xác hoặc bằng lời nói, thương tích về thể chất hoặc tinh thần, thiệt hại tài sản và tử vong. Ở một số quốc gia, "màu sắc của luật pháp" bảo vệ các sĩ quan cảnh sát khỏi những tình huống mơ hồ.

## Lịch sử
Thuật ngữ "sự tàn bạo của cảnh sát" lần đầu tiên được các tờ báo Mỹ sử dụng vào năm 1872, khi tờ Chicago Tribune  đưa tin về vụ đánh đập một thường dân bị bắt tại đồn cảnh sát phố Harrison.
Nguồn gốc của chính sách hiện đại (dựa trên thẩm quyền của quốc gia-nhà nước) có thể được bắt nguồn từ nước Pháp thế kỷ 18, với các sở cảnh sát hiện đại được thành lập ở nhiều quốc gia vào thế kỷ 19 và đầu thế kỷ 20. Những ghi chép ban đầu cho thấy các cuộc đình công lao động là sự cố tàn bạo của cảnh sát quy mô lớn đầu tiên ở Hoa Kỳ, bao gồm các sự kiện như Cuộc đình công đường sắt vĩ đại năm 1877, Cuộc đình công Pullman năm 1894, cuộc đình công dệt may Lawrence năm 1912, vụ thảm sát Ludlow năm 1914, Cuộc đình công vĩ đại năm 1919 và vụ thảm sát Hanapepe năm 1924.
Ở Hoa Kỳ, thông thường các nhóm bên lề nhận thức cảnh sát là kẻ áp bức, thay vì người bảo vệ hoặc người thi hành luật, do số lượng tù nhân thiểu số không tương xứng về mặt thống kê.

Hubert Locke đã viết: 
 Khi được sử dụng trong văn bản hoặc khi trận chiến khóc trong một cuộc biểu tình quyền lực đen, sự tàn bạo của cảnh sát có thể bao hàm một số hành vi, từ việc gọi một công dân bằng tên cho đến việc giết người bằng súng của cảnh sát. Những gì các công dân trung bình nghĩ đến khi nghe thuật ngữ, tuy nhiên, là một cái gì đó nằm giữa hai lần thái cực này, một cái gì đó giống với những gì nghề cảnh sát biết là "tòa án hẻm" -việc đánh đập bừa bãi một người bị giam giữ, thường khi bị còng tay và thường diễn ra ở đâu đó giữa hiện trường vụ bắt giữ và nhà ga. 
 Vào tháng 3 năm 1991, các thành viên của Sở Cảnh sát Los Angeles đã tấn công một nghi phạm người Mỹ gốc Phi, Rodney King, trong khi một thường dân da trắng quay video vụ việc. Vụ việc này đã dẫn đến việc đưa tin trên phương tiện truyền thông rộng rãi và cáo buộc hình sự đối với một số sĩ quan liên quan. Vào tháng 4 năm 1992, vài giờ sau khi bốn nhân viên cảnh sát tham gia được tha bổng tại phiên tòa, cuộc bạo loạn ở Los Angeles năm 1992 đã bắt đầu và khiến 53 người chết, 2.383 người bị thương, hơn 7.000 vụ cháy, thiệt hại cho 3.100 doanh nghiệp và thiệt hại tài chính gần 1 tỷ USD. Sau khi đối mặt với một phiên tòa liên bang, hai trong số bốn sĩ quan đã bị kết án và nhận án tù 32 tháng. Vụ án được coi là một yếu tố quan trọng trong cải cách của Sở Cảnh sát Los Angeles.
Dữ liệu do Cục Thống kê Tư pháp Mỹ (2011) công bố cho thấy từ năm 2003 đến 2009, ít nhất 4.813 người đã chết trong khi bị cảnh sát địa phương của Mỹ bắt giữ. Trong số các trường hợp tử vong được phân loại là vụ giết người thực thi pháp luật, có 2.876 trường hợp tử vong; trong số đó, 1.643 hoặc 57.1% số người chết là "người da màu".